# Тувинский театр
Тувинский театр впитал в себя многие элементы национальной культуры. Любительский театр стал формироваться в 1920-х годах, а профессиональный появился в 1936 году.

## История
Тувинский народ долгое время не имел собственного театрального искусства в современном его понимании. Однако тувинский фольклор, народные игры, бытовые и религиозные обряды содержали элементы театральности и иногда приобретали характер массовых театрализованных представлений.
Первые самодеятельные театральные кружки стали появляться в среде тувинской интеллигенции в середине 1920-х годов («Кызыл», «Клуб красных партизан» и другие). В тот период в тувинских театральных кружках ставились преимущественно одноактные пьесы агитационного содержания: разоблачалось коварство религиозных деятелей и алчность богачей, которым противопоставлялись честные революционно настроенные бедняки. Авторство подобных пьес было коллективным, они распространялись по театральным кружкам подобно фольклору.
Годом возникновения профессионального тувинского театра считается 1936, года в Кызыле была основана театральная студия  (открылась пьесой "Хайыран бот" Кок-оола). Учёба в студии совмещалась с театральной деятельностью. Будущие артисты ставили на сцене спектакли тувинских драматургов, ездили с гастролями по стране. Первый выпуск театральной студии состоялся в 1938 году, и на его основе был создан Государственный художественный театр, в 1940 году получивший название Государственный музыкально-драматический театр. В 1940—1945 годах он действовал как театр-студия, при котором было театральное училище. Руководил училищем-театром режиссёр и педагог из Москвы И. Я. Исполнев.
В 1945 году эта театр-студия была преобразована в Тувинский музыкально-драматический театр с драматической, хоровой, оркестровой, балетной и цирковой труппами. В 1947 году при этом театре была создана русская труппа, а в 1950 году открылась актёрская студия. В 1958 году он был реорганизован в Музыкально-драматический театр с тувинской и русской труппами. С 1962 года это Тувинский республиканский музыкально-драматический театр им. В. Кок-оола. Труппа театра пополнялась выпускниками тувинской национальной студии при Ленинградском театральном институте им. А.Н. Островского (1955) и Ленинградского института театра, музыки и кинематографии (1958, 1968).
В 1960-х годах в Чаданском и Кызыльском районах появились народные театры, к 1976 году в Тыве действовало 13 народных театров. В 1964 году в Кызыле открылся театр юного зрителя, а в 2013 году -  Тувинский государственный театр кукол. С 1963 года в Ак-Довураке работает Театр-студия «У паровоза» им. З. А. Александровой.
В разные годы в Тыве работали актёры и режиссёры Б. Бады-Сагаан, И. Бершанских, Л. Голубева, В. Дубровская, И. Забродин, Е. Кенденбиль, Х. Конгар, О. Кузина, В. Кузин, И. Лопсан, В. Монгальби, М. Мунзук, К. Мунзук, Н. Олзей-оол, А. Ооржак, С. Оюн, М. Рамазанова, К. Сагды, Г. Черников и другие.